# آزاد آمریکا ۲۰۲۰ (تنیس)

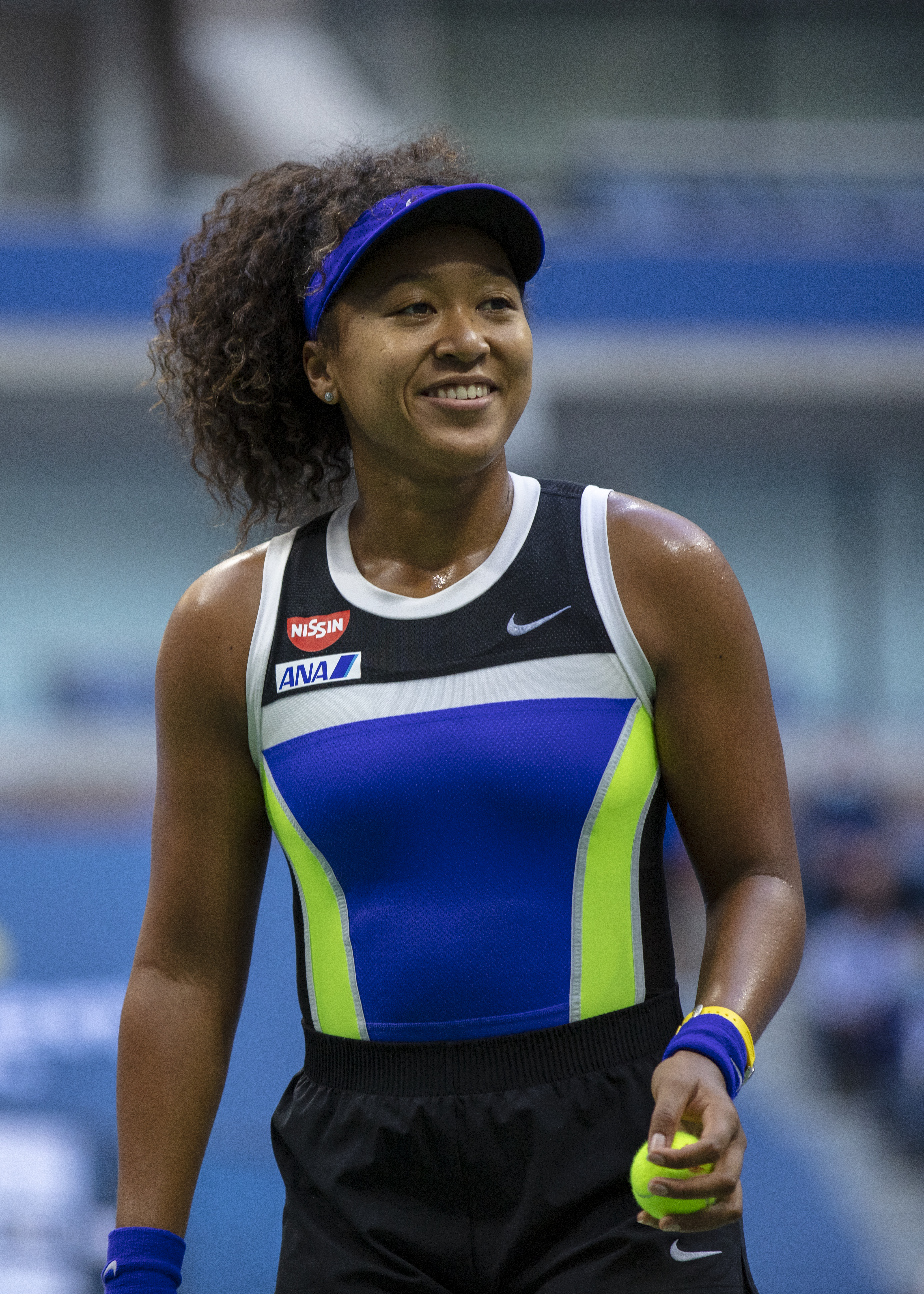
آزاد آمریکا ۲۰۲۰ (تنیس)

مسابقات آزاد ۲۰۲۰ آمریکا (انگلیسی: 2020 US Open) چهاردهمین دوره مسابقات تنیس آزاد آمریکا و دومین رویداد گرند اسلم سال بود. این مسابقه در فضای باز در مرکز ملی تنیس بیلی جین کینگ در کویینز، نیویورک برگزار شد. رافائل نادال و بیانکا آندرسکو مدافع عنوان قهرمانی انفرادی مردان و زنان بودند. با این حال، هر دو تصمیم گرفتند که مسابقه ندهند. نادال و آندرسکو با توجه به نگرانی‌های در مورد دنیاگیری کووید-۱۹ از مسابقات کنار رفتند. نائومی اوساکا و دومینیک تیم به ترتیب برنده مسابقات زنان و مردان شدند.